# Anna (telenowela)
Anna (hiszp. Dulce Ana) – argentyńska telenowela emitowana w latach 1995-1996. W rolach głównych Patricia Palmer i Orlando Carrió. W roli głównej antagonistki Susana Campos.

## Wersja polska
W Polsce telenowela była emitowana dwa razy w telewizji TVN. Pierwszy raz w 1997 roku o godzinie 10.15, następnie w 1999 roku o godzinie 10.40.

## Obsada
- Patricia Palmer jako Ana Iturbe Montalbán de Harging
- Orlando Carrió jako Fabián Harding
- Susana Campos jako Doña Mariana Montalbán Vda. de Iturbe
- Natalia Oreiro jako Verónica Iturbe
- Silvia Kutika jako Claudia Itube Montalbán
- Nelly Panizza jako Tía Julia Iturbe
- Boy Olmi jako Quique Di Stefano
- Alejandra Darín jako Melisa
- Aldo Pastur
- Gloria Raines

## Nagrody

### Martín Fierro de Aire 1995
Najlepsza telenowela